# 은가람중학교
은가람중학교(은가람中學校)는 대한민국 경기도 하남시 선동에 있는 공립 중학교이다.

## 학교 연혁
- 2014년 12월 31일 : 학교 설립인가(일반학급 30, 특수학급 1)
- 2015년 5월 1일 : 은가람중학교 설립(3학급 인가)
- 2015년 5월 27일 : 은가람중학교 개교(3학급 편성)
- 2015년 5월 27일 : 초대 김순영 교장 취임
- 2016년 1월 7일 : 제1회 졸업장 수여식(1학급 7명)
- 2016년 3월 2일 : 제1회 입학식(1학급 32명)
- 2024년 1월 5일 : 제9회 졸업식(176명) (누계 758명)
- 2024년 3월 1일 : 제4대 최은숙 교장 취임
- 2024년 3월 5일 : 제9회 입학식(186명)

## 참고 자료
- 은가람중학교 - 한국교육학술정보원 학교알리미